# Vlag van Nottinghamshire

Vlag van Nottinghamshire

De vlag van Nottinghamshire is de vlag van het Engelse graafschap Nottinghamshire. De vlag werd geregistreerd bij het Flag Institute op 20 mei 2011. De vlag bestaat uit een rood Kruis van Sint-Joris met witte lijnen op een groene achtergrond en een groen silhouet van het bronzen beeld van Robin Hood van James Woodford op een wit schild dat zich vlak bij Nottingham Castle bevindt.
Andy Whittaker van BBC Radio Nottingham organiseerde een wedstrijd na een suggestie van twee van zijn luisteraars, Jane Bealby en Mike Gaunt. Het uiteindelijke ontwerp werd samengesteld uit elementen van de ontwerpen die door een aantal mensen bij het radiostation waren ingediend om als nieuwe vlag van de county te worden gebruikt. De vlag heeft een lengte:breedte-verhouding van 5:3. De gebruikte kleuren zijn groen (PMS 364 C), wit en rood (PMS 186 C).